# Princeton (Schiff, 1989)
Die USS Princeton (CG-59) ist ein Lenkwaffenkreuzer der United States Navy und gehört der Ticonderoga-Klasse an.

## Geschichte
Die Princeton, benannt nach der Schlacht um Princeton in New Jersey während des Amerikanischen Unabhängigkeitskrieges, wurde 1983 bei Ingalls Shipbuilding in Auftrag gegeben und 1986 dort auf Kiel gelegt. Der Stapellauf fand am 2. Oktober 1987 statt, die Indienststellung bei der United States Navy erfolgte 1989.
Ihre erste Einsatzfahrt führte die Princeton während der Operation Desert Storm in den Persischen Golf. Am 18. Februar 1991 lief das Schiff dabei auf zwei Seeminen. Dabei wurden die Aufbauten beschädigt, außerdem das Ruder und die Versiegelung der Welle an Backbord. Trotz schwerer Schäden am Heck des Schiffes konnte die Princeton 30 Stunden auf Station bleiben, bis sie abgelöst wurde. In Dubai wurden erste Reparaturen durchgeführt, danach fuhr die Princeton unter eigener Kraft zurück nach Nordamerika, wo sie vollständig wiederhergestellt wurde.
In den Jahren 1999 und 2000 wurde die Princeton komplett überholt. 2007 nahm das Schiff an der Übung Valiant Shield teil. Anfang 2008 verlegte der Kreuzer mit der Nimitz in den Westpazifik, die die Kitty Hawk ablöste, die in Japan stationiert war, aber zur Überholung ins Trockendock musste. Mit der Nimitz nahm der Kreuzer im April an einem Hafenbesuch in Hongkong teil. Darauf folgte eine Überholung. Im Juni 2010 wurde die Princeton in den Persischen Golf verlegt.
Im September 2010 war die Princeton an der Befreiung von Geiseln auf dem von Piraten gekaperten Schiff MV Magellan Star einer deutschen Reederei im Golf von Aden beteiligt.